# Cesare Maldini
Cesare Maldini, italijanski nogometaš in trener slovenskega rodu, * 5. februar 1932, Trst, Italija, † 3. april 2016, Milano, Italija.
Rodil se je v Trstu staršem Albinu in Mariji slovenskih korenin. Nogometno kariero je začel v domačem klubu Triestina, večji del kariere je igral za Milan, ob koncu kariere pa krajši čas še za Torino. Med letoma 1954 in 1966 je za Milan v Serie A odigral 347 prvenstvenih tekem in dosegel tri gole. V sezonah 1954/55, 1956/57, 1958/59 in 1961/62 je osvojil naslov italijanskega državnega prvaka, v sezoni 1962/63 pa tudi Evropski pokal. Za italijansko reprezentanco je med letoma 1960 in 1963 odigral štirinajst uradnih tekem, nastopil je tudi na Svetovnem prvenstvu 1962.
Po končani karieri nogometaša je začel pri Milanu kot pomočnik trenerja leta 1972, dve leti za tem je prevzem mesto glavnega trenerja. Med letoma 1974 in 1980 je vodil italijanske klube Foggia, Ternana in Parma. Leta 1980 je postal pomočnik selektorja italijanske reprezentance, med letoma 1986 in 1996 selektor italijanske reprezentance do 21 let in med letoma 1996 in 1998 selektor italijanske reprezentance. Ob koncu trenerske kariere je ponovno prevzel Milan leta 2001 in nazadnje vodil Paragvaj med letoma 2001 in 2002. Po dolgotrajni bolezni je aprila 2016 umrl v Milanu, star 84 let . 
Tudi njegov sin Paolo je bil nogometaš.